# うたかたの恋 (1936年の映画)
『うたかたの恋』（うたかたのこい、Mayerling ）は、1936年のフランスの恋愛映画。監督はアナトール・リトヴァク、出演はシャルル・ボワイエとダニエル・ダリューなど。1889年に起きたオーストリア＝ハンガリー帝国の皇太子ルドルフと男爵令嬢マリー・ヴェッツェラの心中事件（マイヤーリング事件）を題材にしたクロード・アネの1930年の小説『うたかたの恋』を原作としている。日本語タイトルには『うたかたの戀』の表記もある。
戦前の日本では、皇室のスキャンダルを扱った作品として検閲により上映禁止とされ、戦後1946年になって初めて公開された。
リトヴァク監督は1957年に、当時夫婦だったオードリー・ヘプバーンとメル・ファーラーを主演に起用し、テレビ映画『マイヤーリング』として再度映画化している。

## キャスト
- ルドルフ: シャルル・ボワイエ - オーストリア皇太子。
- マリー: ダニエル・ダリュー - 男爵令嬢。
- シュテファニー: ヨランド・ラフォン（フランス語版） - ルドルフの妻。皇太子妃。
- ラリッシュ伯爵夫人（ドイツ語版）: シュジー・プリム（フランス語版）
- エリーザベト: ガブリエル・ドルジア（フランス語版） - ルドルフの母。皇后。
- フランツ・ヨーゼフ皇帝: ジャン・ダックス（フランス語版） - ルドルフの父。オーストリア皇帝。